# (21391) Rotanner
(21391) Rotanner (1998 FY31) – planetoida z pasa głównego asteroid okrążająca Słońce w ciągu 3,34 lat w średniej odległości 2,23 j.a. Odkryta 20 marca 1998 roku.